# Лукницкая, Вера Константиновна
Вера Константиновна Лукницкая (27 января 1927, Пятигорск — 6 апреля 2007, Москва) — русский и советский прозаик, журналист, сценарист, член Российского Межрегионального союза писателей, Союза писателей России и Международной федерации журналистов. Действительный член и профессор Академии русской словесности и изящных искусств им. Г. Р. Державина.

## Биография
Выпускница филологического факультета Таджикского государственного университета им. В. И. Ленина (1956 год). В 1995 году окончила Высшие юридические курсы при Российской академии наук.
С 1973 года занималась просветительской деятельностью, исследованиями, подготовкой к печати документов и материалов о Николае Гумилёве и Анне Ахматовой, муже-писателе П. Н. Лукницком, составителем произведений мужа.
Муж — писатель Павел Лукницкий, сын — писатель Сергей Лукницкий.

## Литературная деятельность
Вера Лукницкая — автор сотен публикаций в специализированных научных сборниках и периодической печати. Ей принадлежит ряд документально-художественных произведений и сценариев.
Была составителем и автором предисловия первого в СССР наиболее полного собрания стихотворений и поэм Николая Гумилева. Книга «Николай Гумилев. Стихи. Поэмы» была издана в Тбилиси издательством «Мерани» в 1988 году.
В последние годы жизни много работала над материалами из истории русской литературы.

## Избранная библиография
- Лукницкая В. Исполнение мечты: Жизнь и путешествия П. Н. Лукницкого. — М.: Мысль, 1979. — 94 с. — (Замечательные географы и путешественники). (обл.)
- Лукницкая В. Пусть будет Земля: Повесть о путешественнике. — М.: Мысль, 1985. — 208 с. (обл.)
- «Из двух тысяч встреч: Рассказ о летописце» (1987),
- «Цвет Земли: Очерки» (1988),
- «Перед тобой земля» (1988),
- «Материалы к биографии Н. С. Гумилева» (1988),
- «Сонеты девятого года»,
- «Гафиз и Лери»,
- «Николай Гумилев. Жизнь поэта по материалам домашнего архива семьи Лукницких» (1990),
- «Встречи с Анной Ахматовой» (в 2-х томах, 1991, 1997),
- «EGO — ЭХО. Прелюдии» (2003),
- «Любовник. Рыцарь. Летописец: Еще три сенсации из Серебряного века» (2005).

## Сценарии
- «Истории неумолимый ход» (документальный фильм),
- «Наш земляк Лукницкий» (документальный фильм),
- «Юности первое утро» (снят на «Таджикфильм», 1979).

## Награды
- Орден «Гордость Державы Российской» I степени (2004),
- Петровский Крест «Честь и Слава России» (2005),
- Юбилейная медаль «60 лет Победы в Великой Отечественной войне 1941—1945 гг.» (2005),
- медаль «За милосердие» (2006),
- Нагрудный знак-медаль «Честь и польза» (2006),
- медаль «Меценат столетия» (2006),
- Золотая Пушкинская медаль «За сохранение традиций в русской литературе»,
- медаль «Г. Р. Державин» и других профессиональных и общественных наград.